# Geophis downsi
Geophis downsi là một loài rắn trong họ Rắn nước. Loài này được Savage mô tả khoa học đầu tiên năm 1981.